# Illice unifasciata
Illice unifasciata là một loài bướm đêm thuộc phân họ Arctiinae, họ Erebidae.